# Queen of Pirates Kat-Tun III
Albums de KAT-TUN
Cartoon Kat-Tun II You
(2007) Break the Records - by you & for you -
(2009)
Singles
Queen of Pirates Kat-Tun III est le 3ealbum du groupe KAT-TUN, sorti sous le label J-One Records le 4 juin 2008 au Japon. Il atteint la 1re place du classement de l'Oricon. Il se vend à 240 317 exemplaires la première semaine et reste classé pendant 12 semaines, pour un total de 282 402 exemplaires vendus. Il sort en format CD et CD+DVD (+chansons bonus).

## Liste des titres
| 1.  | T∀BOO                                                           | masanco                  | M.Y                      | 3:19 |
| 2.  | en                                                              | Kyosuke Himuro, SPIN     | Kyosuke Himuro           | 3:44 |
| 3.  | AFFECTION ~Mou Modorenai~ (AFFECTION ～もう戻れない～)          | soba                     | Erik Lidbom              | 3:33 |
| 4.  | HELL, NO                                                        | Yuki Shirai, Mika Arata  | Steven Lee, Joey Carbone | 3:57 |
| 5.  | DISTANCE                                                        | Gin. K                   | Erik Lidbom              | 3:07 |
| 6.  | MOTHER/FATHER                                                   | Ami                      | Yoshinao Mikami          | 4:13 |
| 7.  | LIPS                                                            | Axel-G                   | Yukihide“YT”Takiyama     | 4:15 |
| 8.  | Yorokobi no uta (喜びの歌)                                      | N.B.Comics               | zero-rock                | 3:58 |
| 9.  | 「un-」                                                         | Hidenori Tanaka          | Kousuke Noma             | 4:44 |
| 10. | OUR STORY ~Prologue~ (OUR STORY ～プロローグ～)                 | Narumi Yamamoto          | Erik Lidbom              | 3:45 |
| 11. | Nannen Tattemo (何年たっても)                                   | Erykah                   | Mike Rose                | 4:55 |
| 12. | SHOT! (seulement sur l'édition limitée)                         | Ami                      | Yoshinao Mikami          | 3:57 |
| 13. | 12 o'clock (seulement sur l'édition limitée)                    | a.k.a                    | Mike Rose                | 4:20 |
| 14. | Ai no Commando (愛のコマンド (seulement sur l'édition limitée)) | Akio Shimizu, N.B.Comics | Akio Shimizu             | 4:16 |
| 15. | SIX SENSES (seulement sur l'édition limitée)                    | JOKER                    | Kouhei Yokono            | 4:38 |

| 1. | DON'T U EVER STOP -LIMITED EDITION- |  |
| 2. | Making of                           |  |